# David Clayton Rogers
David Clayton Rogers (* 21. Oktober 1977 in Atlanta, Georgia) ist ein US-amerikanischer Schauspieler, Autor und Filmproduzent.

## Leben
David Clayton Rogers wurde in Atlanta im Bundesstaat Georgia als Sohn von Carolyn Mapp Hewes und E. Paul Rogers Jr., dem Eigentümer und Präsidenten der Dorsey Alston Realty Company, geboren.
Rogers begann seine Schauspielkarriere 2002 in dem Fernsehfilm Bloody Sunday, gefolgt von einem Auftritt in der Serie Gilmore Girls von The WB. Anfang 2004 trat er der Besetzung der Dramaserie NY-LON bei und spielte 2010 zusammen mit Joanna Garcia in Die Rache der Brautjungfern mit.
Rogers hat selbst zwei Kurzfilme produziert: „Following Abraham“ aus dem Jahr 2006 und „Skylight“ aus dem Jahr 2009, die er auch geschrieben hat und in denen er mitspielte.
Rogers ist seit 2011 mit der Schauspielerin Sally Pressman verheiratet und hat mit ihr ein Kind, das im April 2013 geboren wurde.

## Filmographie (Auswahl)
- 2002: Bloody Sunday
- 2003: Gilmore Girls
- 2004: NY-LON
- 2004: Die Legende von Butch und Sundance
- 2006: Cold Case – Kein Opfer ist je vergessen (1 Folge)
- 2007: Ghost Whisperer – Stimmen aus dem Jenseits (1 Folge)
- 2008: Austin Golden Hour
- 2009: Skylight (Kurzfilm)
- 2010: Die Rache der Brautjungfern
- 2012: Grimm (1 Folge)
- 2012: Jane by Design (18 Folgen)
- 2013: Castle (1 Folge)
- 2016: Rally (2 Folgen)
- 2018: All Wrong (2 Folgen)
- 2018: Unser größter Weihnachtswunsch
- 2019: Bixler High Private Eye
- 2019: The Unsettling (8 Folgen)
- 2019–2020: Blindspot (4 Folgen)
- 2020: PlayStation Girl (3 Folgen)
- 2021: Leverage: Redemption (1 Folge)
- 2022: Love You Anyway